# Ji Chang-wook
Ji Chang-wook (hangul: 지창욱; hanja: 池昌旭; rr: Ji Chang-uk; MR: Chi Ch'anguk; 5 de julho de 1987) é um ator sul-coreano. Ele é mais conhecido pelos seus papéis como Seo Jung-hoo/Park Bong-soo em Hilleo, Noh Ji-wook em Suspicious Partner, Choi Dae Hyun em Backstreet Rookie, Park Jae-won em Lovestruck in the City, Kim Je-ha em The K2 e Cho Yong-pil em "Welcome to Samdal-ri".

## Filmografia

### Filmes
| Ano  | Título                           | Papel                                                  | Notas            |
| ---- | -------------------------------- | ------------------------------------------------------ | ---------------- |
| 2006 | Days...                          |                                                        |                  |
| 2008 | Sleeping Beauty                  | Jin-seo                                                |                  |
| 2009 | The Weird Missing Case of Mr. J  | Sun Gun-man                                            |                  |
| 2010 | Death Bell 2: Bloody Camp        | Soo-il                                                 |                  |
| 2011 | Confession                       |                                                        |                  |
| 2013 | How to Use Guys with Secret Tips | Irmão de Hong-jun                                      |                  |
| 2015 | The Long Way Home                | Recruta da polícia militar das Forças Armadas Nacional |                  |
| 2017 | Fabricated City                  | Kwon Yoo                                               |                  |
| 2017 | Your Name                        | Taki Tachibana                                         | Dublagem coreana |
| 2017 | The Bros                         | Young Choon-bae                                        | Participação     |
| 2021 | Hard Hit                         | Jinwoo                                                 |                  |
| ASA  | Revolver                         | Andy                                                   |                  |

### Televisão
| Ano       | Título                     | Papel                                 | Notas |
| --------- | -------------------------- | ------------------------------------- | ----- |
| 2008      | You Stole My Heart         | Lee Phillip                           |       |
| 2009      | My Too Perfect Sons        | Song Mi-poong                         |       |
| 2009–2010 | Hero                       | Park Jun-hyeong                       |       |
| 2010–2011 | Smile Again                | Carl Laker / Dong-hae                 |       |
| 2011      | Warrior Baek Dong-soo      | Baek Dong-soo                         |       |
| 2011–2012 | Bachelor's Vegetable Store | Han Tae-yang                          |       |
| 2012      | Five Fingers               | Yoo In-ha                             |       |
| 2013–2014 | Empress Ki                 | Toghon Temür / Ta Hwan                |       |
| 2014–2015 | Healer                     | Seo Jung-hoo / Park Bong-soo / Healer |       |
| 2016      | The Whirlwind Girl 2       | Chang An                              |       |
| 2016      | The K2                     | Kim Je-ha                             |       |
| 2017      | Suspicious Partner         | Noh Ji-wook                           |       |
| 2019      | Melting Me Softly          | Ma Dong-chan                          |       |
| 2020      | Backstreet Rookie          | Choi Dae Hyun                         |       |
| 2020-2021 | Lovestruck in the City     | Park Jae-won                          |       |
| 2022      | If You Say Your Wish       | Yoon Gyeo-ree                         |       |
| 2022      | The Sound of Magic         | Lee Eul                               |       |
| 2022      | Mr Right                   | Wang Weian                            |       |
| 2023      | The Worst of Evil          | Park Jun-mo                           |       |
| 2023-2024 | Welcome to Samdal-ri       | Cho Yong-pil                          |       |

### Web series
| Ano  | Título             | Papel                       | Notas                                              | Ref.  |
| ---- | ------------------ | --------------------------- | -------------------------------------------------- | ----- |
| 2014 | Kara: Secret Love  | Angel No. 2013, Chun Sa Nam | Ep.9–10: "Have You Ever Had Coffee with an Angel?" | [ 1 ] |
| 2016 | First Seven Kisses | Ji Chang-wook               | Ep. 3–4                                            | [ 2 ] |

### Participações em vídeos musicais
| Ano  | Título da canção       | Artista                                   | Ref.  |
| ---- | ---------------------- | ----------------------------------------- | ----- |
| 2007 | "Are You Ready"        | Lena Park com participação de Dynamic Duo |       |
| 2009 | "We Broke Up Today"    | Younha                                    | [ 3 ] |
| 2010 | "I Have to Let You Go" | Young Gun                                 | [ 4 ] |
| 2011 | "Cry Cry"              | T-ara                                     |       |
| 2012 | "Lovey-Dovey"          | T-ara                                     | [ 5 ] |
| 2012 | "I Need You"           | K.Will                                    | [ 6 ] |
| 2013 | "That's My Fault"      | Speed                                     | [ 7 ] |
| 2013 | "It's Over"            | Speed                                     | [ 8 ] |